# Battaglia di Seonghwan
La battaglia di Seonghwan (giapponese: 成歓作戦) o Battaglia di Asan ebbe luogo tra il 28 e il 29 luglio 1894, fu la prima importante battaglia terrestre nell'ambito della prima guerra sino-giapponese.

## Svolgimento
L'Esercito Imperiale Giapponese fu incaricato dal nuovo governo filo-nipponico appena insediato in Corea di espellere il pericoloso esercito Beiyang dal territorio coreano. In conseguenza a questo un distaccamento di 4 000 soldati al comando di Oshima Yoshimasa partì da Seul e marciò verso sud in direzione di Cheosan.
Le forze cinesi presenti nella provincia di Asan erano approssimativamente 3 500 soldati. Questi attendevano rinforzi che però andarono perduti nel corso della battaglia di Pungdo.
I due eserciti si scontrarono appena fuori dalla provincia di Asan, all'incirca alle ore 15:00 del 28 luglio. L'esercito cinese perse gradualmente il controllo del territorio di fronte all'esercito giapponese in sovrannumero e alle 07:30 del 29 luglio i cinesi si ritirarono in direzione di Pyongyang.

## Eventi posteriori
L'esercito giapponese rientrò a Seul per riorganizzarsi il 5 agosto 1894 per poi ripartire nuovamente alla volta di Pyongyang, in cui combatterà l'esercito cinese nella battaglia omonima il 15 settembre. Dopo la battaglia di Seonghwan i due imperatori si dichiareranno formalmente lo stato di guerra.